# Раменье (Кичменгско-Городецкий район)
Раменье — деревня в Кичменгско-Городецком районе Вологодской области.
Входит в состав Городецкого сельского поселения, с точки зрения административно-территориального деления — в Кичменгский сельсовет.
Расстояние до районного центра Кичменгского Городка по автодороге составляет 3 км. Ближайшие населённые пункты — Решетниково, Торопово, Кичменгский Городок.
Население по данным переписи 2002 года — 77 человек (29 мужчин, 48 женщин). Всё население — русские.